# Estator

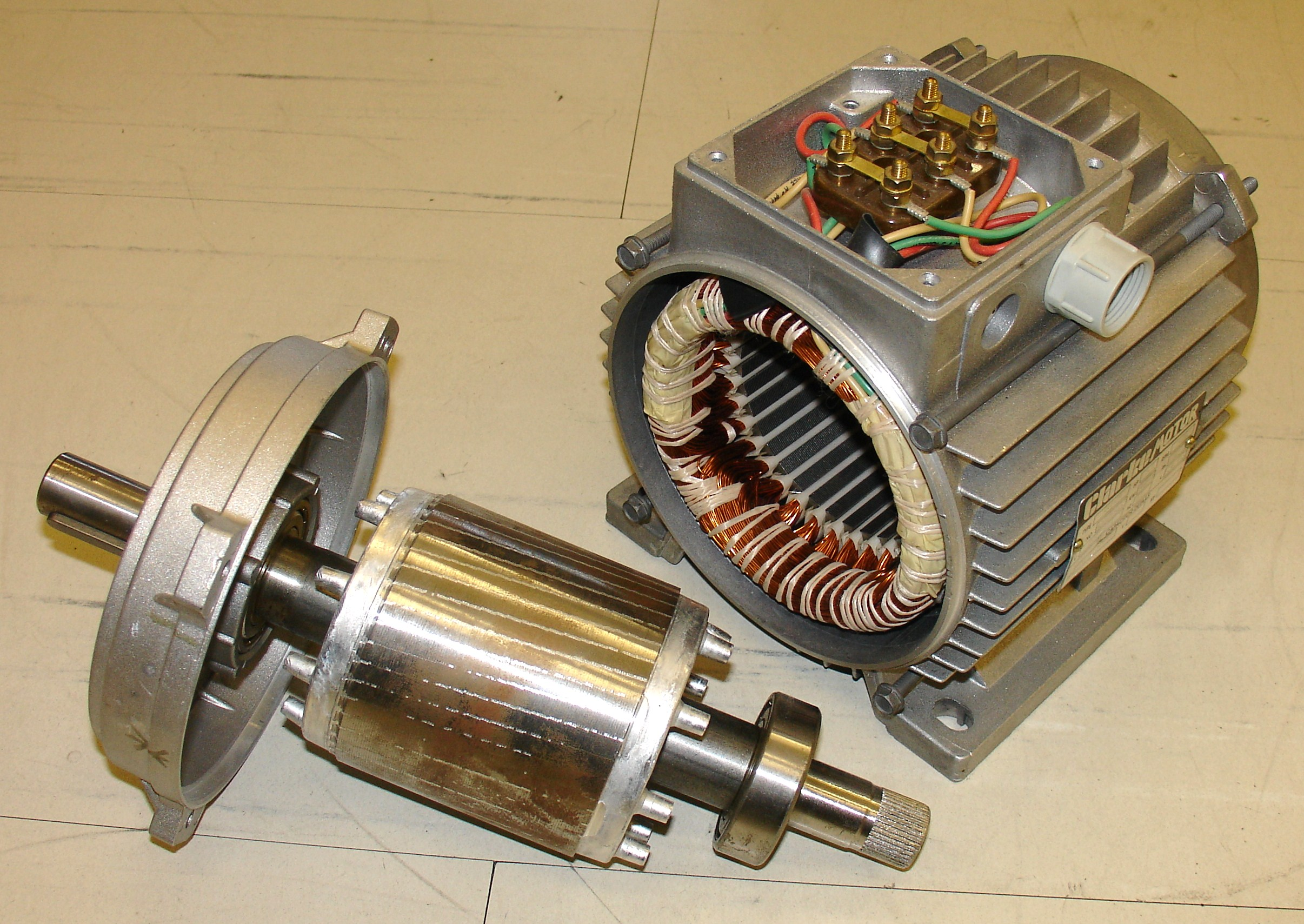
Rotor (izquierda) y estátor (derecha) de un motor eléctrico de jaula de ardilla

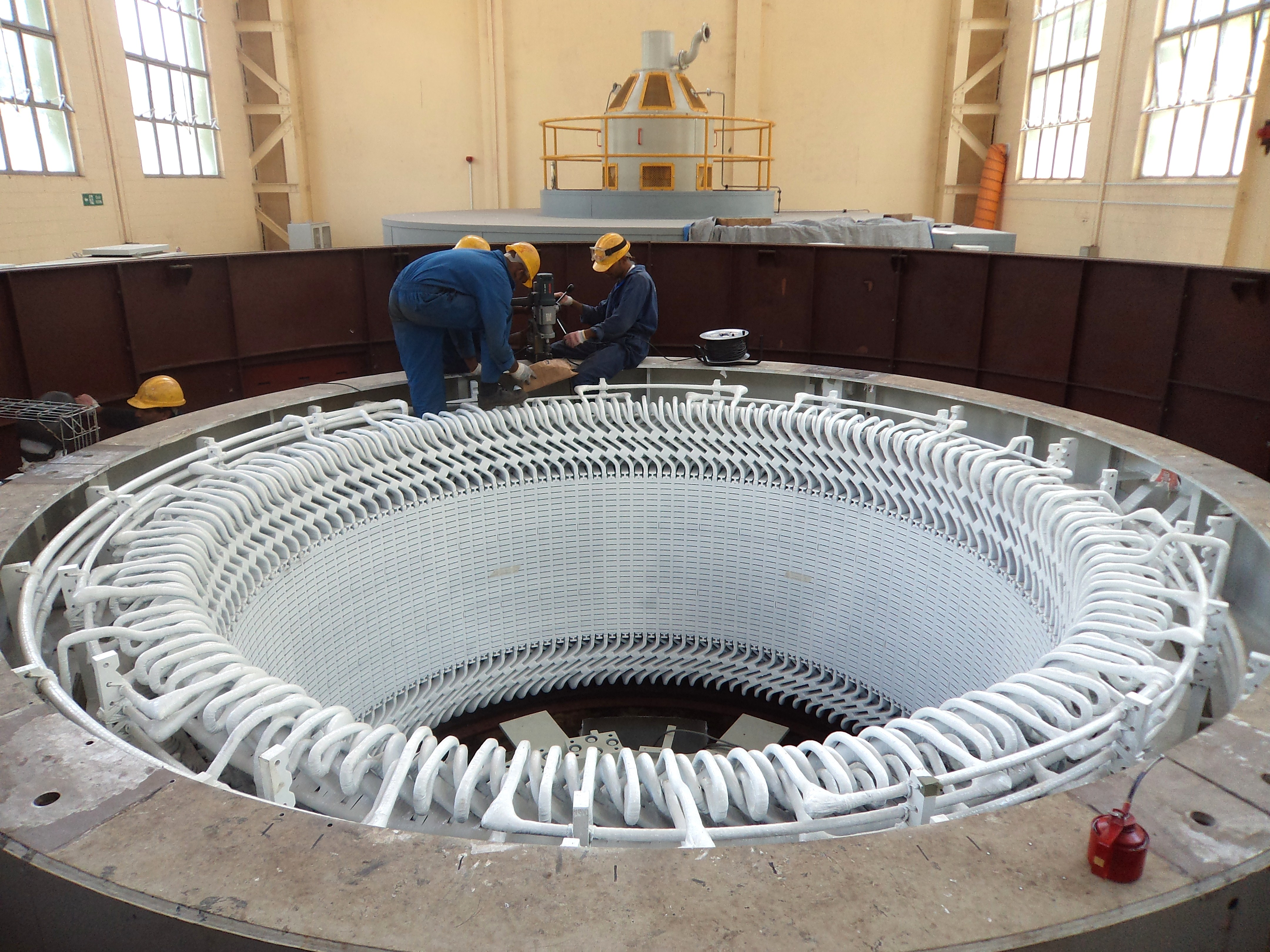
Bobinado del estator de un generador en una central hidroeléctrica

El estator o estátor es la parte fija de una máquina rotativa y uno de los dos elementos fundamentales para la conversión electromecánica de potencia, siendo el rotor su contraparte móvil. En el caso de los motores eléctricos, el estator proporciona un campo magnético que impulsa el inducido; mientras que en el caso de los generadores eléctricos, el mismo convierte el campo magnético giratorio en corriente eléctrica. En las máquinas eléctricas asíncronas y pequeñas máquinas eléctricas síncronas, es en el estator donde se forma el campo magnético capaz de inducir una corriente eléctrica en el rotor. El estator de las máquinas eléctricas está formado básicamente por hierro tratado térmicamente y dotado de unas ranuras (también llamadas canales) en su interior donde se alojan las bobinas, y en su cara exterior se observa que dispone de aletas para una mejor disipación del calor.
Dependiendo de la configuración de la máquina, el estator puede ser:
- El alojamiento del circuito magnético del campo en las máquinas de corriente continua. En este caso, el estator interactúa con la armadura móvil para producir par motor en el eje de la máquina. Su construcción puede ser de imán permanente o de electroimán, en cuyo caso la bobina que lo excita se denomina devanado de campo.
- El alojamiento del circuito de armadura en las máquinas de corriente alterna. En este caso, el estator interactúa con el campo rotativo para producir el par motor y su construcción consiste en una estructura hueca con simetría cilíndrica, compuesta por láminas de acero magnético apiladas, para así reducir las pérdidas debidas a la histéresis y las corrientes de Foucault.
- El alojamiento del circuito de armadura en los generadores de corriente alterna (alternadores) o continua (generadores). En este caso, el estator interactúa con el campo rotativo para producir corriente eléctrica. Una parte de la corriente generada puede aplicarse al circuito del estator para generar un campo magnético más fuerte, originando una mayor corriente. Su construcción consta también de una estructura hueca con simetría cilíndrica, compuesta por láminas de acero magnético apiladas, para así reducir las pérdidas debidas a la histéresis y las corrientes de Foucault.

Las partes principales son el estator son: carcasa, escudos, espiras, núcleo, bornera, entre otros.

## El estator en motores

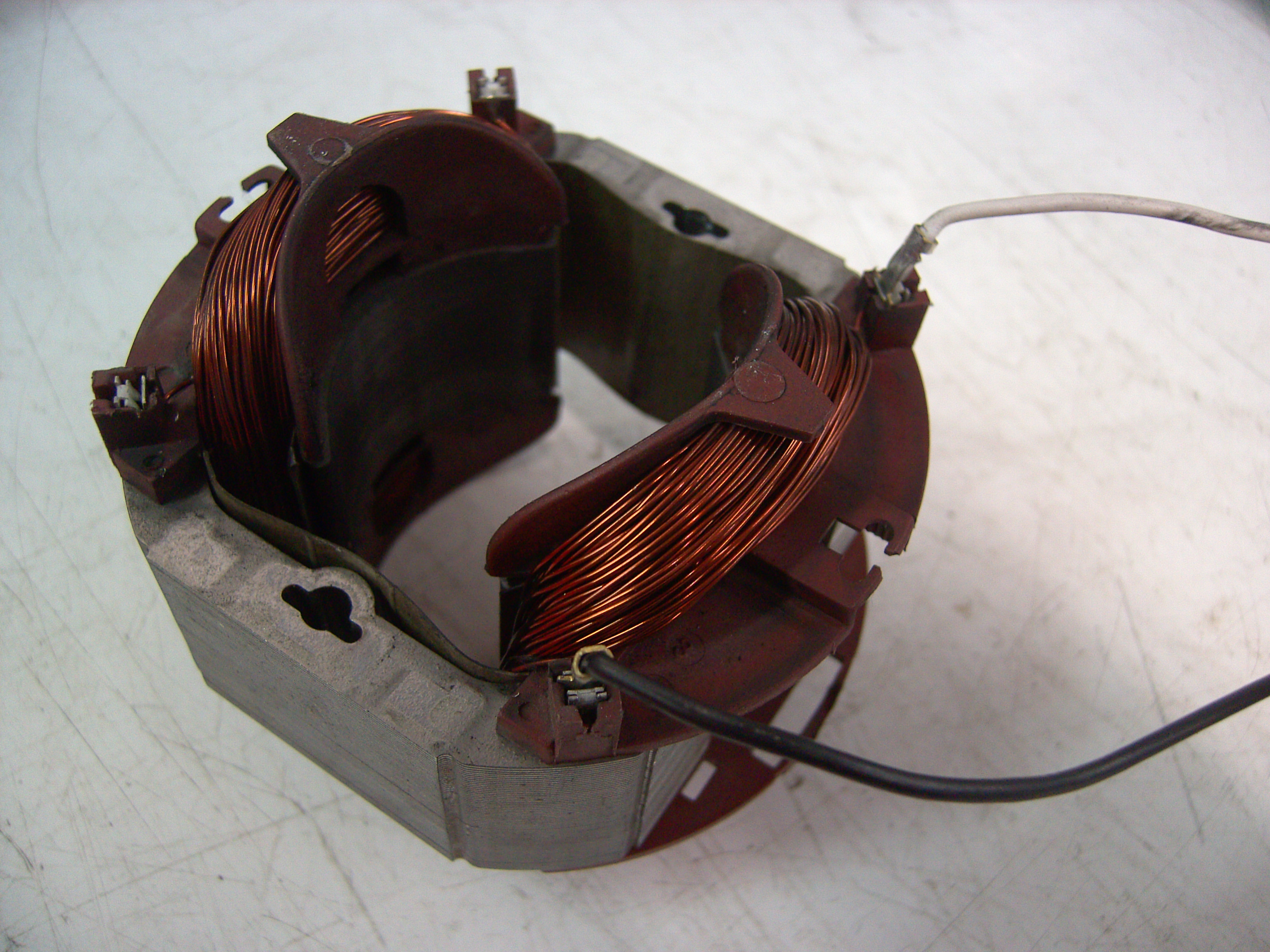
Estator de un motor de corriente alterna.

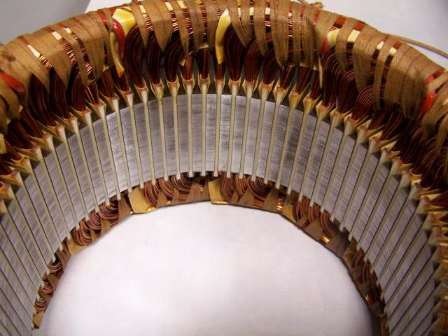
Estator de motor trifásico de corriente alterna.

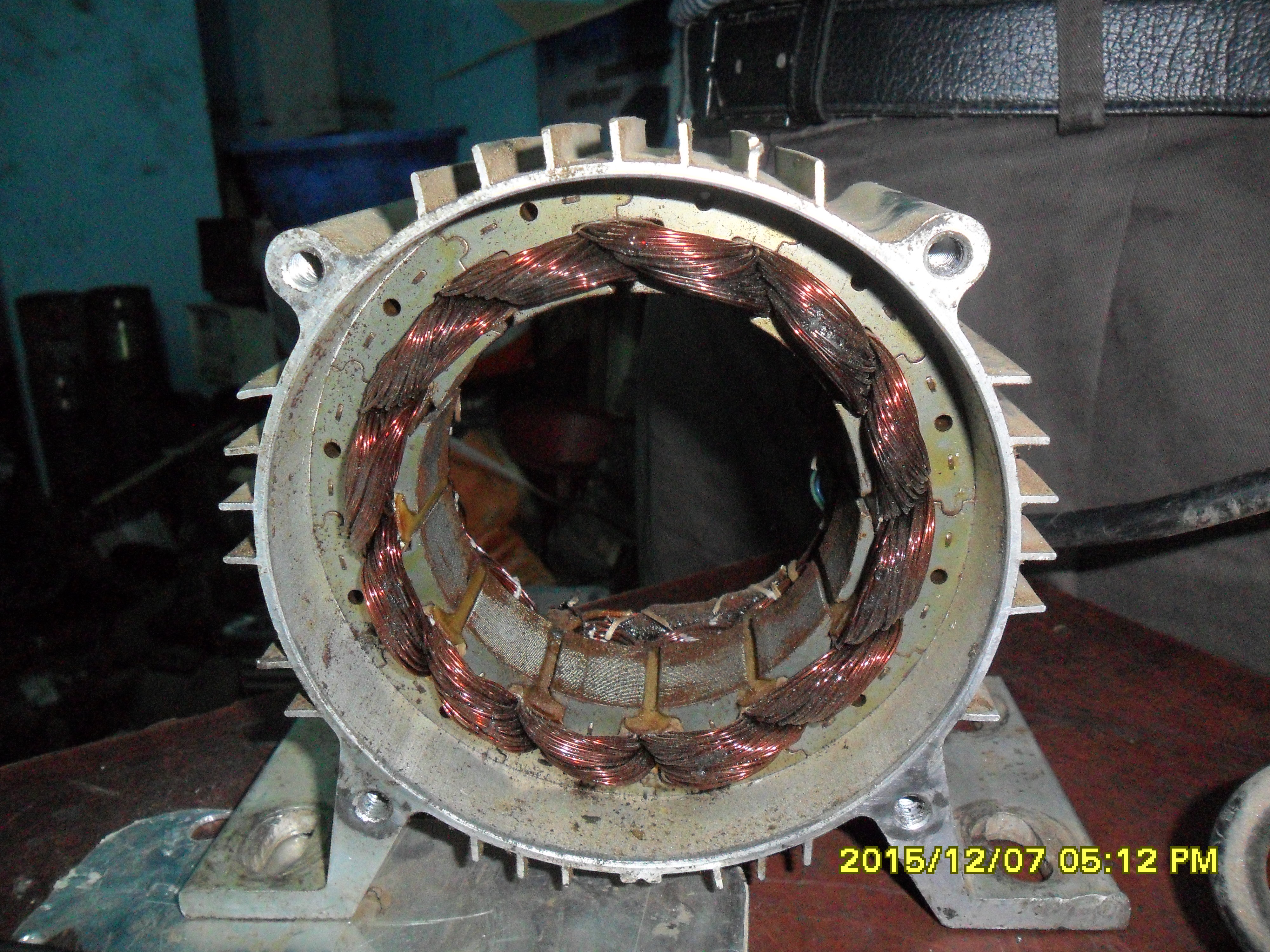
Estator de un motor de inducción trifásico

Dependiendo de la configuración de un dispositivo electromotriz giratorio, el estator puede actuar como «imán de campo», interactuando con el inducido (también denominado armadura) para crear movimiento, o puede actuar como «inducido», recibiendo su influencia de las bobinas de campo en movimiento en el rotor. Los primeros generadores de CC (conocidos como dinamo) y motores de CC colocaban las bobinas de campo en el estator, y la generación de energía en bobinas de reacción móviles en el rotor. Esto es necesario porque se necesita un interruptor de alimentación en movimiento continuo conocido como conmutador para mantener el campo correctamente alineado a lo largo del rotor giratorio. El conmutador debe hacerse más grande y más robusto a medida que aumenta la corriente.
El estator de estos dispositivos puede ser un imán permanente o un electroimán.
Los alternadores producen electricidad en CA a través de múltiples bobinas conectadas en paralelo, eliminando la necesidad del conmutador.

## Ensayos del estator
Valor de aislamiento: este ensayo se realiza con ayuda de un megóhmetro, conociendo así la resistencia de aislamiento; la cual debe ser mayor o igual a la tensión nominal en volts dividida entre la potencia nominal en kilowatts (kW), sumándole a este último mil. 
Fórmula:
Resistencia aislamiento = (Tensión nominal en volts) / (Potencia Nominal en kW + 1000) 
Esta relación se aplica a una máquina a plena carga (en caliente); ya que en frío debe ser mayor de al menos un 20 %.

## Diseño de los estatores
Los estatores de los motores están hechos de hierro/acero o de una placa de circuito impreso (PCB). Originalmente utilizados en aplicaciones de baja potencia, los estatores de PCB pueden ser más livianos, más pequeños y menos ruidosos.
Se incorporan finas trazas de cobre en el estator de la PCB, que sirven como devanados. Las líneas están intercaladas con laminados de vidrio epoxi, que aíslan cada bobina de sus vecinas. El núcleo de hierro tradicional se reemplaza por un núcleo de aire, ahorrando espacio y peso.
Se puede utilizar devanados de horquilla en la fabricación de los estátores de motores eléctricos. Esta tecnología utiliza devanados con cables que, individualmente, pueden tener mayores secciones transversales que las utilizadas en los devanados convencionales.